# Isobel Gowdie
Isobel Gowdie, née aux alentours de 1632 à Auldearn en Écosse, quelquefois appelée « La Reine des sorcières », est célèbre pour ses aveux de sorcellerie qui l'ont fait condamner en 1662. Sa confession détaillée, apparemment réalisée sans l'utilisation de la torture, fournit l'un des aperçus les plus détaillés du folklore de la sorcellerie européenne aux XVIe siècle et XVIIe siècle, période intense de chasse aux sorcières.

## Confessions
Il est difficile de savoir si la confession d'Isobel Gowdie est le résultat d'une psychose, d'une recherche de clémence après qu'elle a été accusée de sorcellerie ou, selon certaines croyances, d'une volonté de faire connaître la vérité au travers de sa confession. 
Sa confession était plus détaillée que la plupart, et n'était pas compatible avec une grande partie du folklore et des recueils de procès en sorcellerie. Cependant, au moins deux autres confessions de sorcellerie (celles de Andro Mann et d'Allison Peirson) ont également rapporté des rencontres avec la « Reine d'Elphame » (Queen of Elphame).
Elle a notamment prétendu avoir le pouvoir de se changer en chat ou en lièvre, et avoir été baptisée par le diable.
Il n'y a aucune trace de son exécution, toutefois, selon Nigel Sickling, il n'y a aucune raison de croire qu'elle ait pu échapper à la punition standard de l'époque, qui consistait à être étranglée puis brûlée.

## Sujet d'inspiration dans les arts et la culture
Isobel Gowdie et sa magie ont été le sujet de plusieurs œuvres dans l'art et la culture. Elle a été le personnage de plusieurs romans, aussi bien biographiques comme La maîtresse du diable du romancier et occultiste J.W. Brodie-Innes et Isobel de Jane Parkhurst, que fantastique dans Night Plague de Graham Masterton en 1991 ou dans Noches Paganas: Cuentos Narrados junto al Fuego del Sabbat de Luis G. Abbadie.
Isobel Gowdie a également été le thème de chansons composées par Creeping Myrtle ou Alex Harvey. La chanson de Maddy Prior The Fabled Hare (« Le lièvre légendaire ») est basée sur la faculté qu'elle revendiquait à se changer en cette bête. La chanson Woman to Hare du groupe gothique Inkubus Sukkubus, présente dans l'album Vampyre Erotica, est basée sur la déclaration d'Isobel, qui est citée à la fin du chant. 
La Confession d'Isobel Gowdie est une œuvre pour orchestre symphonique du compositeur écossais James McMillan.
En outre, certaines de ses déclarations, exprimées sous forme poétique, ont été incluses dans deux anthologies de langue anglaise,  Early Modern Women Poets: 1520–1700: An Anthology  éditée par Oxford University Press, et  World Poetry: An Anthology of Verse from Antiquity to Our Time (« Une anthologie de la poésie de l'Antiquité à nos jours »).